# Agathis brevis
Agathis brevis är en stekelart som beskrevs av Vladimir Ivanovich Tobias 1963. Agathis brevis ingår i släktet Agathis och familjen bracksteklar. Inga underarter finns listade i Catalogue of Life.